# Мина (месяц)
Ми́на (санскр. मीन, IAST: Mīna, «рыба») — это солнечный месяц (двенадцатый из 12-и) в древнеиндийском лунно-солнечном календаре, соответствует зодиакальному созвездию Рыбы и приходится примерно на вторую половину марта и первую половину апреля в григорианском календаре.
В ведических текстах месяц называется Тапа́сья (санскр. तपस्या, IAST: Tapasyā), но в этих древних текстах он не имеет зодиакальных ассоциаций. Солнечный месяц Мина перекрывается с лунным месяцем Чайтра, в индийских лунно-солнечных календарях и знаменует начало весеннего сезона на индийском субконтиненте. Ему предшествует солнечный месяц Кумбха, а затем идёт солнечный месяц Меша.
Месяц Мина называется Панку́ни (там. பங்குனி, IAST: Paṅkuṉi) в тимильском календаре. Древние и средневековые санскритские тексты Индии различаются в своих расчетах относительно продолжительности месяца Мина, как и остальных месяцев. Например, Сурья сиддханта, датированная ок. 400 годом, рассчитывает продолжительность месяца, как 30 дней, 8 часов, 29 минут и 1 секунда. В отличие от этого, Арья сиддханта рассчитывает продолжительность месяца, как 30 дней, 8 часов, 7 минут и 42 секунды. Индийские названия солнечных месяцев значимы в эпиграфических исследованиях Южной Азии. Например, месяц Мина, наряду с другими солнечными месяцами, найден вписанным в индийских храмах и памятниках империи Чола средневековой эпохи.
Мина также является астрологическим знаком зодиака в индийской астрологии и соответствует Рыбам.